# Condado de Cifuentes
O Condado de Cifuentes é um Título nobiliárquico da Espanha criado em Abril de 1455 pelo rei Henrique IV de Castela, a favor de João de Silva I Conde de Cifuentes. O nome deste condado refere-se ao município Castilla-La Mancha de Cifuentes, na Guadalajara.